# Sexiong (sockenhuvudort i Kina, Tibet Autonomous Region, lat 31,40, long 92,83)
Sexiong (kinesiska: 色雄, 纳汝多, 色雄乡) är en sockenhuvudort i Kina. Den ligger i den autonoma regionen Tibet, i den sydvästra delen av landet, omkring 250 kilometer nordost om regionhuvudstaden Lhasa. Antalet invånare är 4 047. Befolkningen består av 1 971 kvinnor och 2 076 män. Barn under 15 år utgör 40 %, vuxna 15-64 år 55 %, och äldre över 65 år 3,0 %.
Runt Sexiong är det mycket glesbefolkat, med 5 invånare per kvadratkilometer. Det finns inga andra samhällen i närheten. Trakten runt Sexiong består i huvudsak av gräsmarker.